# Hällaryds kyrka
Hällaryds kyrka är en kyrkobyggnad i Hällaryd i Lunds stift. Den är församlingskyrka i Karlshamns församling och ligger cirka åtta kilometer nordost om Karlshamn.

## Medeltidskyrkan
På en kulle strax norr om nuvarande kyrka låg en stenkyrka byggd på 1200-talet. Kyrkan hade en stomme av sten och bestod av ett långhus med ett lägre och smalare kor i öster. Senare uppfördes ett vapenhus av korsvirke vid södra väggen. Vapenhuset omnämns i ett dokument från 1665. År 1774 omtalas nya kyrkan vilket kan syfta på en nybyggd sakristia eller korsarm. Väster om kyrkan fanns en klockstapel.

## Nuvarande kyrka
Inför bygget av en ny och större kyrka kontaktade församlingen arkitekten Helgo Zettervall som ritade en centralkyrka med torn. Förslaget ansågs alltför kostsamt och istället anlitades byggmästare Fredrik Bergström från Skara som tog fram en ritning på en kyrka med ett enklare utförande. Församlingen antog förslaget och efter vissa ändringar av arkitekt Ernst Jacobsson godkändes förslaget.
1876 påbörjade man uppförandet av den nya kyrkan och i samband med detta revs den gamla medeltidskyrkan. Den nya kyrkan invigdes 11 augusti 1878 av biskop Wilhelm Flensburg. 1925 genomgick kyrkan en omfattande restaurering efter förslag av arkitekt Melchior Wernstedt.
Kyrkan är byggd av sten och tegel och har en kvadratisk planform. Vid södra sidan finns ingång och vid norra sidan ett vidbyggt kyrktorn. Kyrkorummets tak täcks av en åttakantig lanternin som har ljusinsläpp och bärs upp av träkolonner. Golvet är belagt med kalksten.

## Inventarier
- Dopfunten och krucifixet är från 1649. Den var en gåva av kyrkoherden Kock vars porträtt även finns i kyrkan.
- Ett graverat dopfat av mässing är från 1675.
- Predikstolen med sexsidig korg är samtida med nuvarande kyrka.
- Altaret av trä är samtida med nuvarande kyrka.
- Orgeln är byggd 1902 av Setterquist & Son.
- I kyrktornet hänger två kyrkklockor.

## Bildgalleri

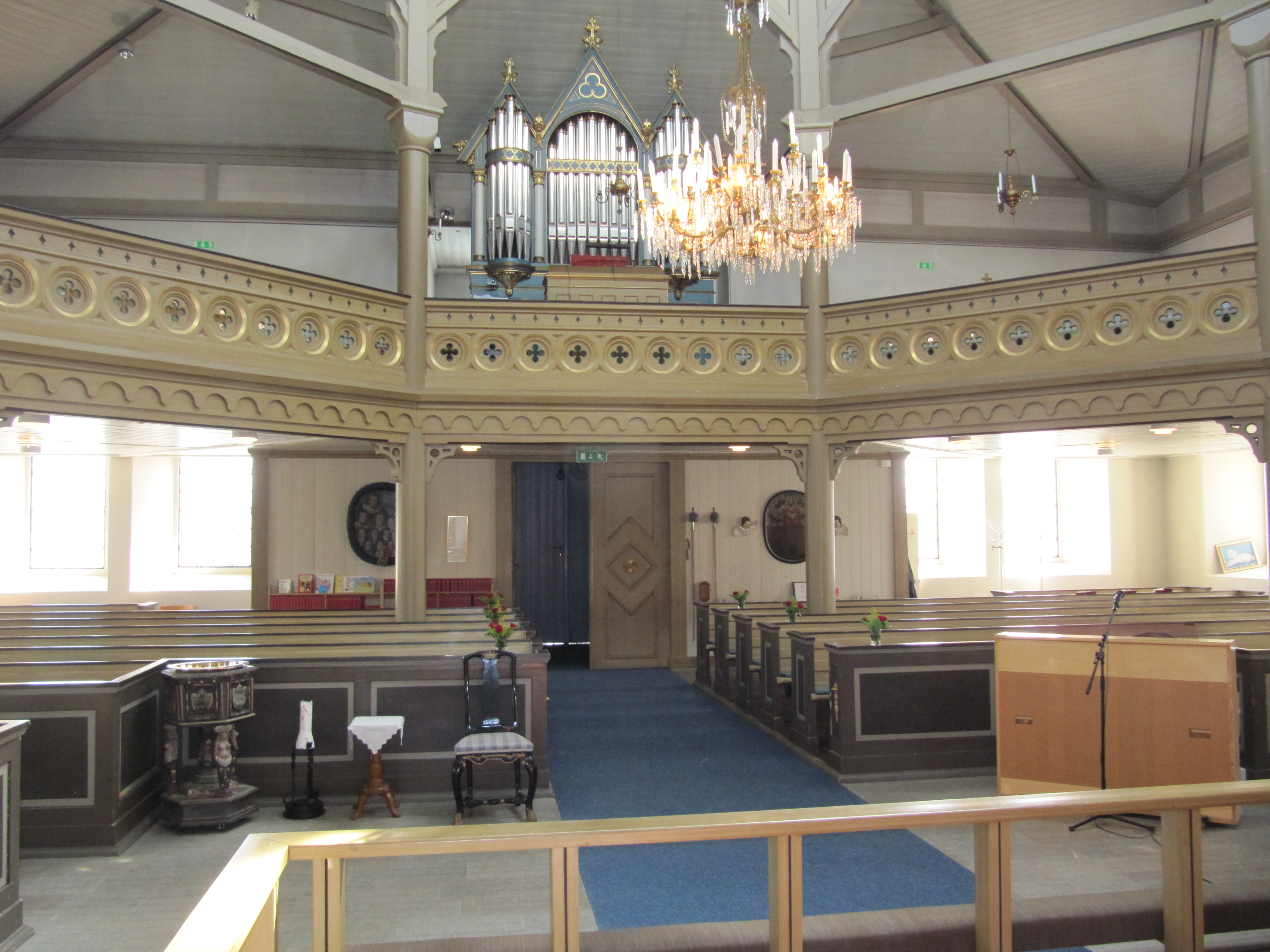
Kyrkorum mot ingång
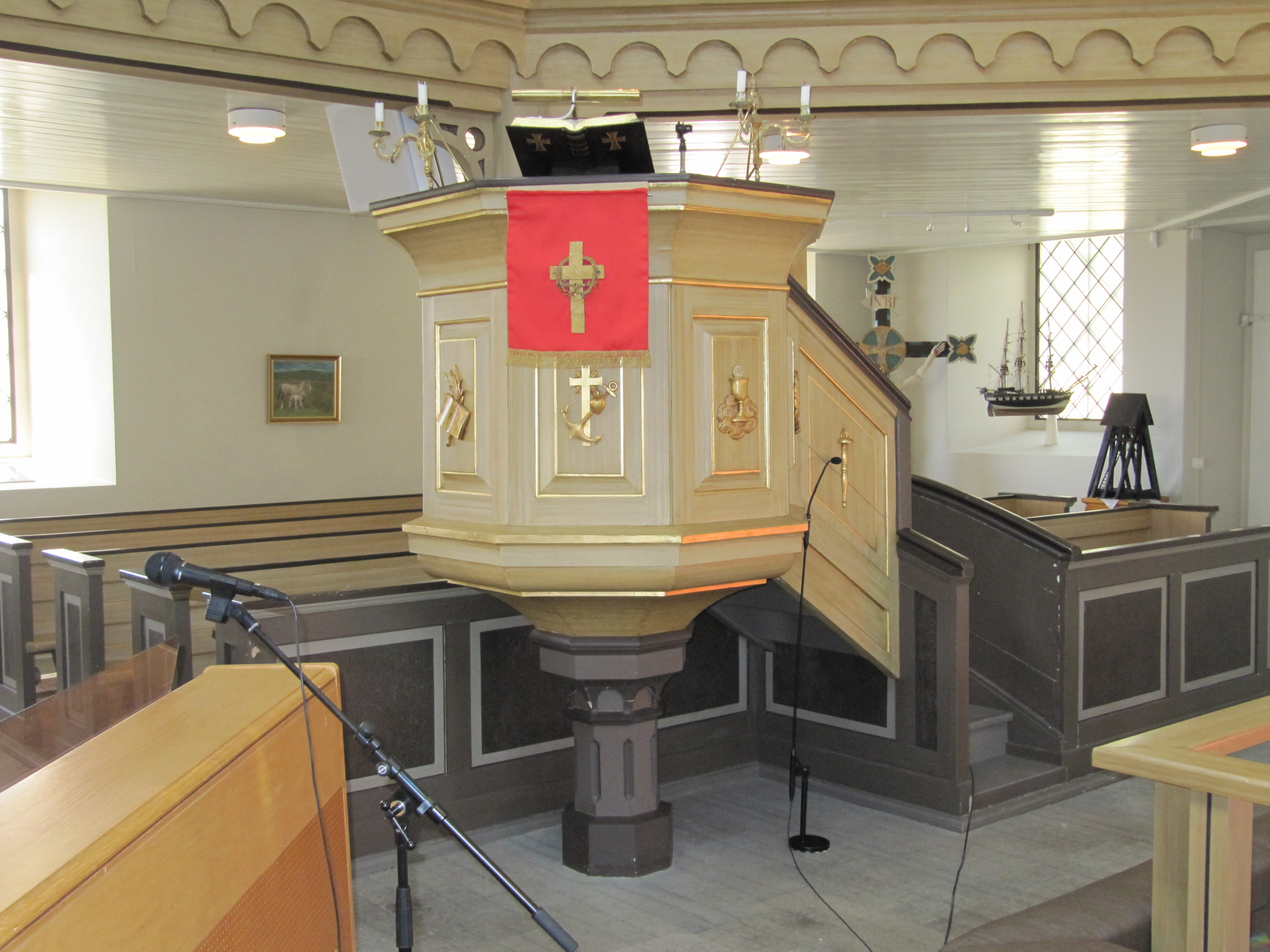
Predikstol
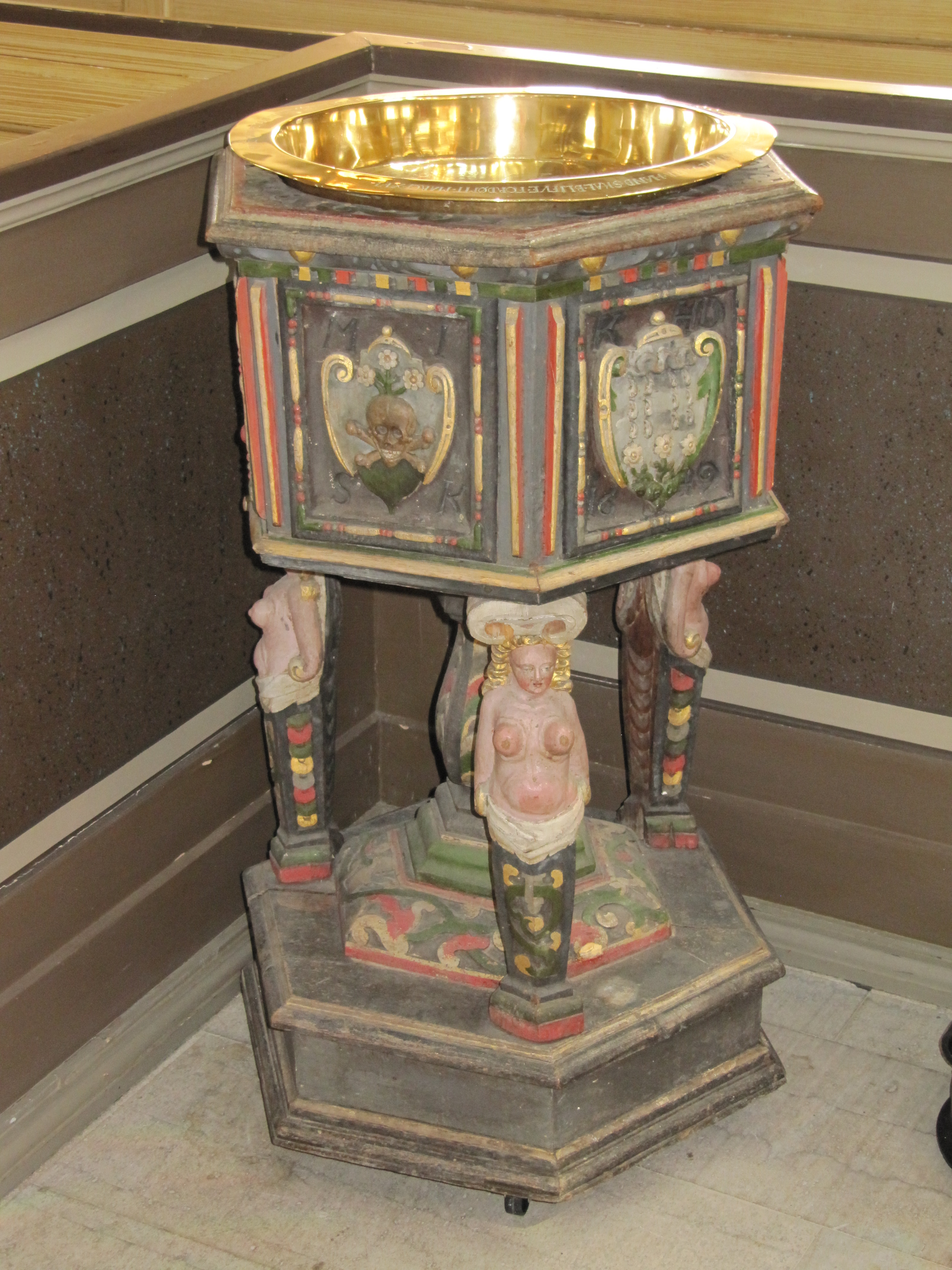
Dopfunt
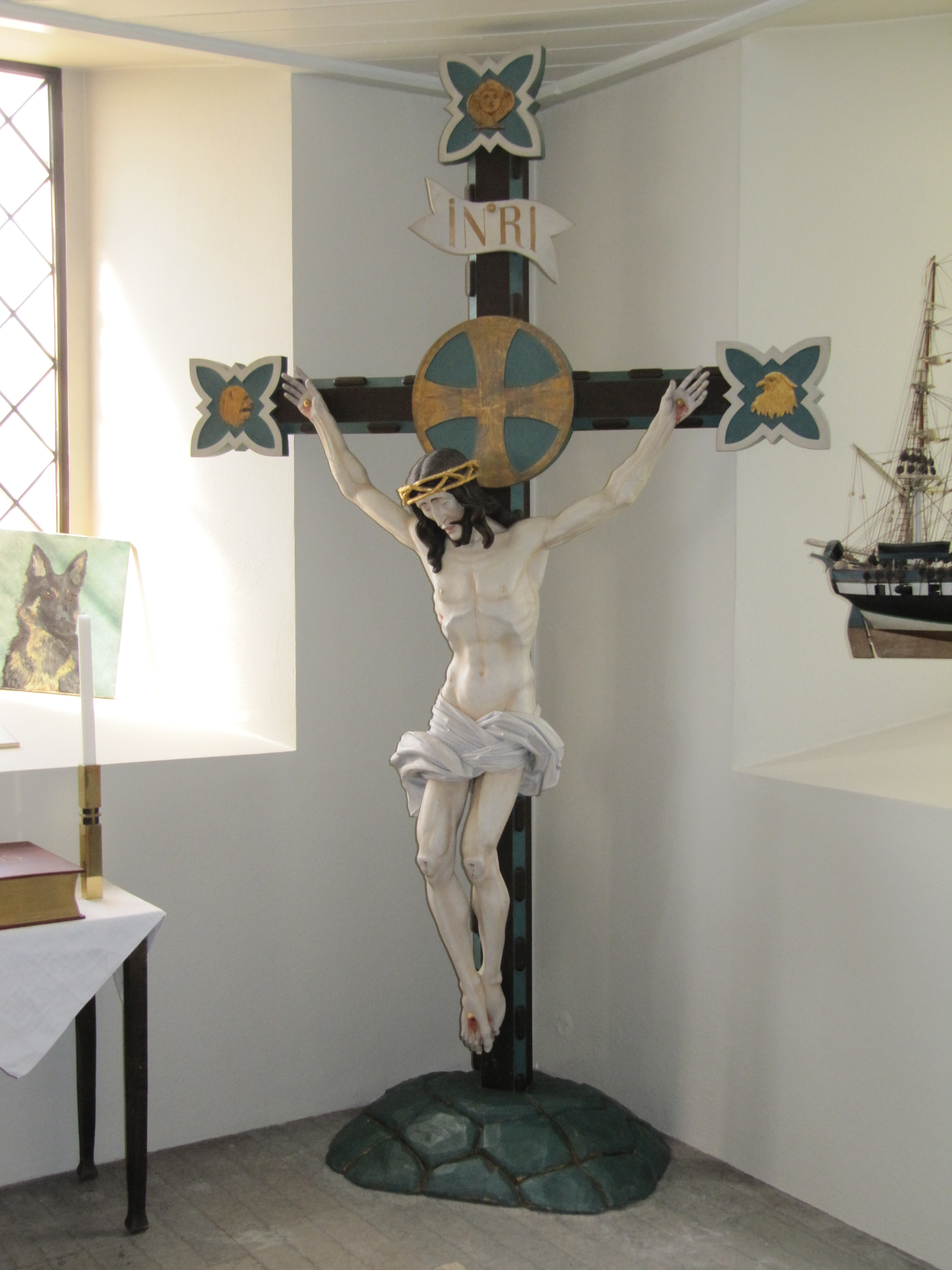
Krucifix
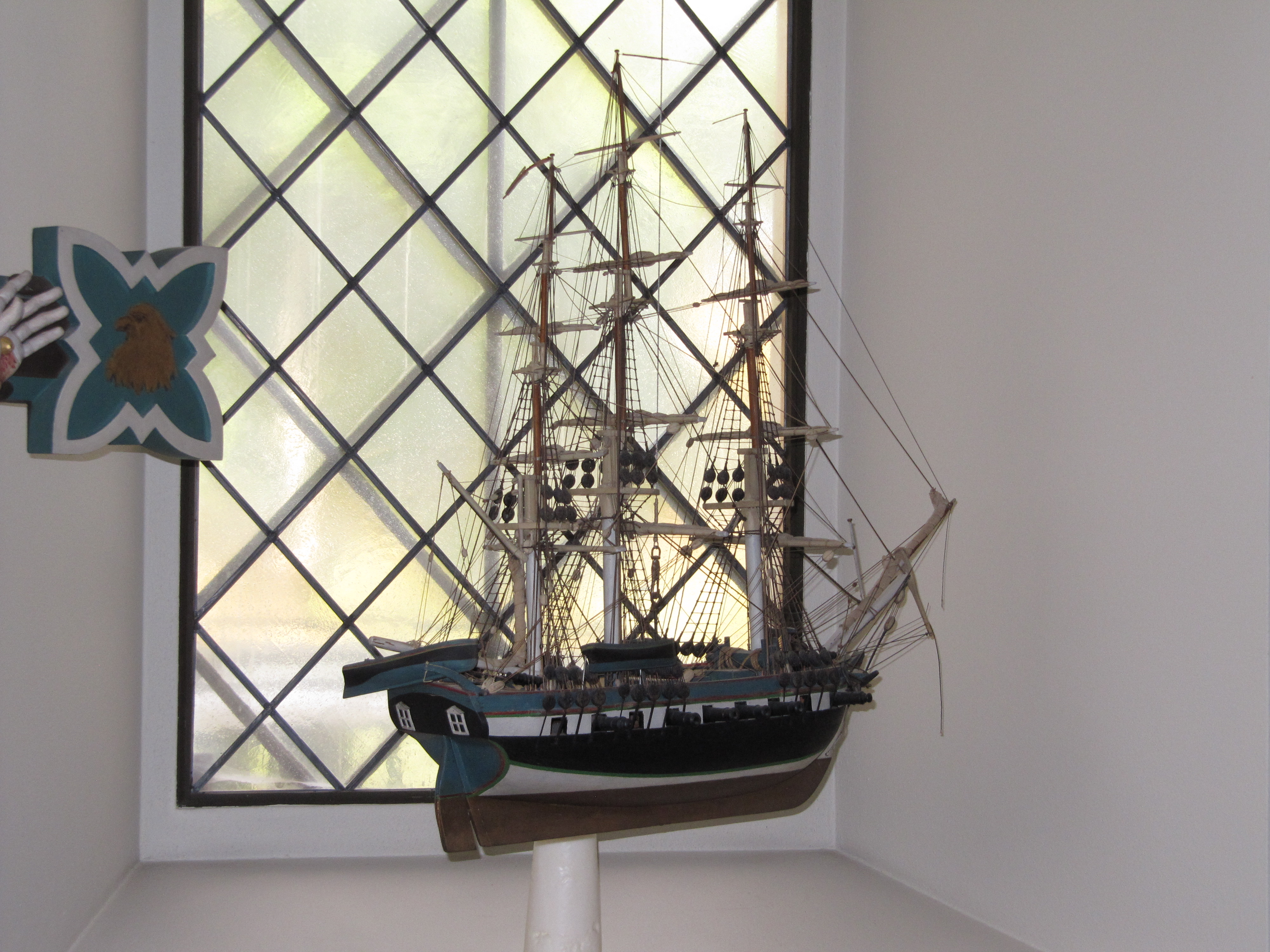
Votivskepp
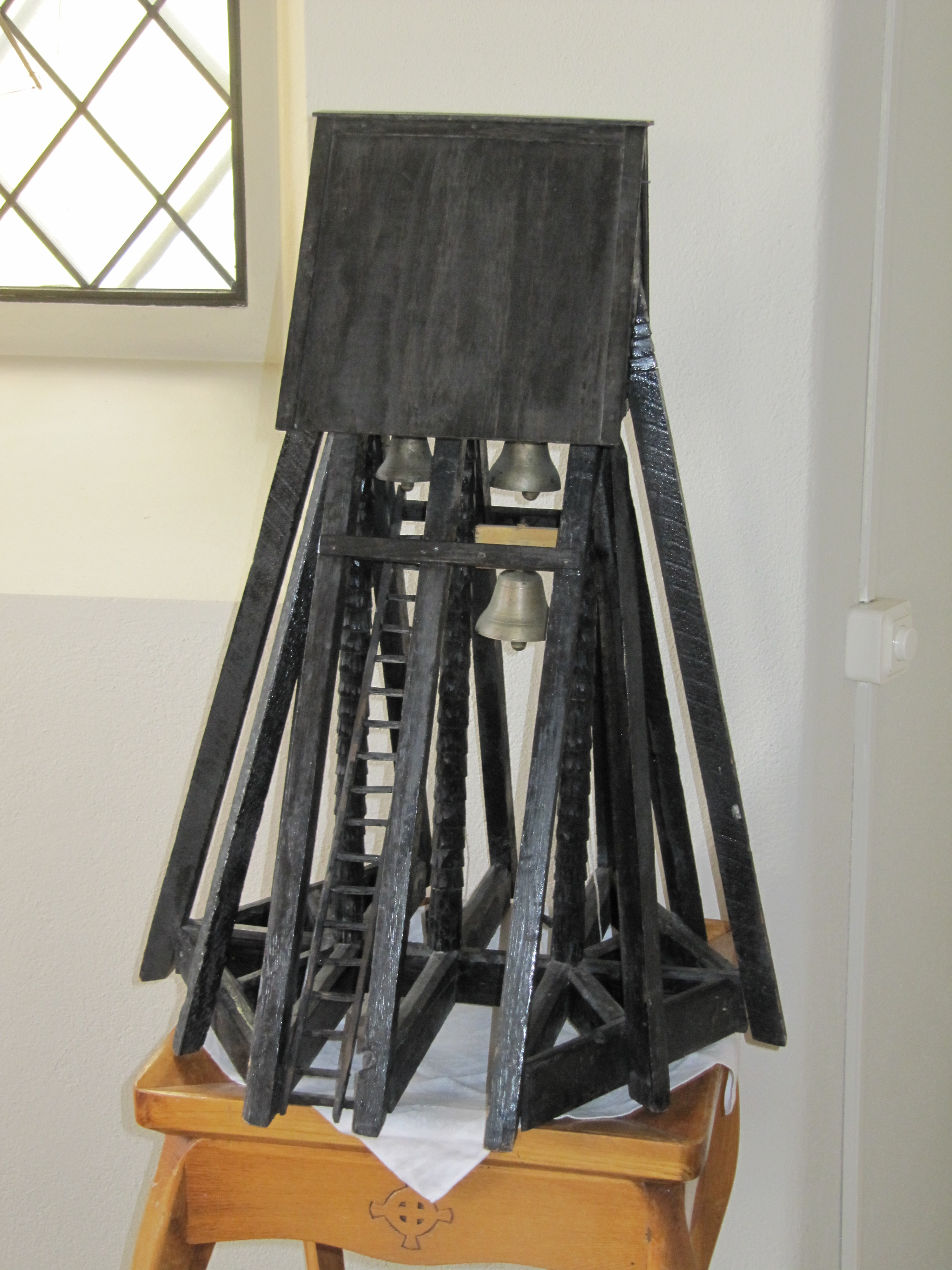
Modell av klockstapel

### Webbkällor
- Svenska kyrkan om Hällaryds kyrka